# Srna Lango
Srna Lango (Beograd, 21. studenoga 1971.), srbijanska filmska i kazališna glumica i književnica. 

## Životopis
Kći je srpskog filmskog scenarista Milana Miličevića Langa i hrvatske televizijske voditeljice, spikerice, novinarke i srbijanske političarke Dunje Figenwald Puletić.
Studirala je glumu na Fakultetu dramskih umjetnosti u Beogradu, u klasi profesora Predraga Bajčetića. Još kao djevojčica radila je na televiziji. Pisala je za novine. Stalna je kolumnistica časopisa „Bazar".
Srna Lango je od 1995. do 2013. godine bila u braku s glumcem Irfanom Mensurom s kojim ima sina. Autorica je dva romana, Gladna godina (2007.) i Zemljo moja pređi na drugoga (2015.). Supruga je upoznala radeći na predstavi „Baktum" u KPGT-u 1995. godine i nakon druženja ubrzo su počeli živjeti zajedno, a nakon dvije godine se vjenčali.
Glumila je u televizijskim serijama Jelena, Sretni ljudi i Snovi od šperploče te u filmu Nož.

## Vanjske poveznice
- (eng.) Srna Lango - IMDb
- Jutarnji list  Arhivirana inačica izvorne stranice od 19. studenoga 2015. (Wayback Machine) Pero Zlatar: Legenda TV ekrana ‘Nekad sam bila najpopularnija voditeljica, a sada sam jedina Hrvatica koja je uspjela na izborima u Srbiji’, 23. ožujka 2014.